# Hiram Powers
Hiram Powers (ur. 29 lipca 1805 w Woodstock, zm. 27 czerwca 1873 we Florencji) – amerykański rzeźbiarz, przedstawiciel neoklasycyzmu, największy amerykański rzeźbiarz XIX wieku. Znany z rzeźb Grecka niewolnica i Ameryka.

## Życiorys i twórczość

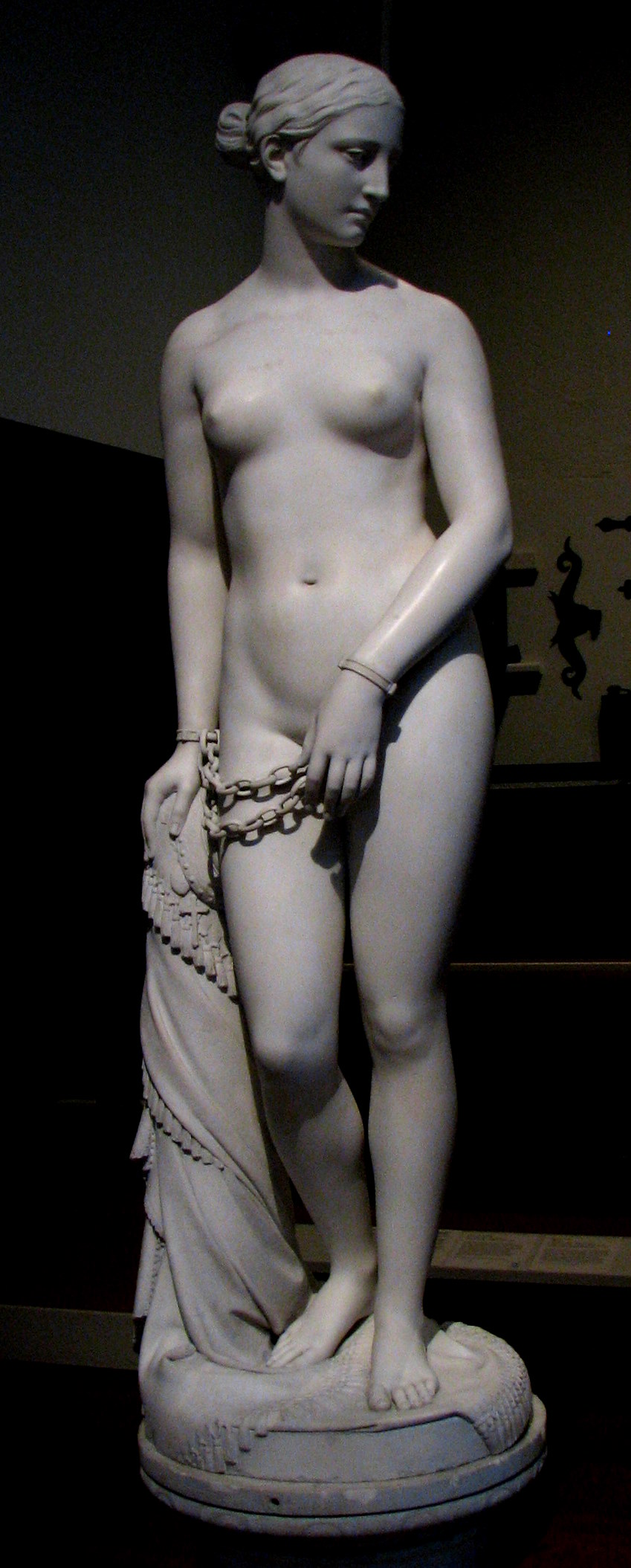
Grecka niewolnica, kopia z 1851 na podstawie oryginału z 1844, Galeria Sztuki Uniwersytetu Yale

Hiram Powers urodził się jako ósme z dziewięciorga dzieci w rodzinie rolniczej. Uczył się w lokalnej szkole, a wolnych chwilach zgłębiał tajniki rzemiosła, w tym rysunku. Ponieważ jego ojciec miał kłopoty z utrzymaniem rodziny, przeniósł się w 1818 z rodziną do Ohio, gdzie wkrótce zmarł. Przyszły artysta był od tej chwili zdany na własne siły. Udało mu się znaleźć zatrudnienie w Cincinnati w pewnej czytelni przy jednym z głównych hoteli miasta. Potem dostał posadę sprzedawcy w sklepie, w którym pracował aż do bankructwa właściciela. W kolejnych latach pracował na różnych stanowiskach u pewnego zegarmistrza. Jego zamiarem było jednak zajmowanie się sztuką. W Cincinnati poznał Fredericka Ecksteina, obywatela Prus, który pracował na popiersiem generała Andrew Jacksona. Eckstein udzielił kilku lekcji młodemu Powersowi, który po jakimś czasie był w stanie samodzielnie wytwarzać popiersia z gipsu. Wówczas poczuł, że jego powołaniem jest sztuka. Nawiązał kontakt z Western Museum w Cincinnati, gdzie przez około siedem lat kierował działem artystycznym.  1 maja 1832 Powers ożenił się z Elizabeth Gibson.
W 1835 Powers wyjechał do Waszyngtonu, chcąc zdobyć sławę jako artysta i zgromadzić fundusze na podróż do Włoch. W czasie pobytu w stolicy wykonał kilka popiersi znanych osobistości, a w 1837, dzięki wsparciu Nicolasa Longwortha, spełnił swoje marzenie i wyjechał do Florencji. W podróży towarzyszyła mu żona i dwoje dzieci.
Po przyjeździe przez pewien czas kontynuował wykonywanie popiersi, ale wkrótce (1838) postanowił zająć się tematem Ewy. Tuż przed ukończeniem modelu tego posągu odwiedził go duński rzeźbiarz Bertel Thorvaldsen. Wysoko ocenił on popiersia artysty oraz posąg Ewy wyrażając opinię, że Powers jest największym rzeźbiarzem od czasów Michała Anioła. 
W 1841 Powers rozpoczął pracę nad Grecką niewolnicą. Była to jego reakcja na niewolnictwo, które uważał za błąd. Motyw Greckiej niewolnicy jest poświęcony greckim chrześcijanom zniewolonym przez Turków, oraz niewolnictwu czarnych mieszkańców Ameryki. Do wyrzeźbienia niewolnicy artysta użył wielu modeli, w tym florenckiej Venere Medici. Grecka niewolnica stała się najbardziej znaną i podziwianą ze wszystkich rzeźb Powersa; była wystawiana w Stanach Zjednoczonych, pokazano ją też na Wielkiej Wystawie w Londynie w 1851. Oprócz oryginału artysta wykonał sześć gipsowych kopii. Oryginał rzeźby znajduje się w Raby Castle (hrabstwo Durham w Anglii), natomiast kopie między innymi w: Corcoran Gallery of Art, Smithsonian American Art Museum and the Renwick Gallery, Newark Museum, Brooklyn Museum i w Yale University Art Gallery.
W 1848 Powers rozpoczął pracę nad marmurowym posągiem Ameryka, przedstawiającym wysoką kobietę, w koronie z 13 gwiazd, stojącą na zerwanych łańcuchach niewoli. Posąg został zniszczony w 1865 w pożarze magazynu na Brooklynie, kilka miesięcy po zamordowaniu prezydenta Abrahama Lincolna.
Wśród innych prac artysty znajdują się popiersia Andrew Jacksona, Daniela Webstera, Johna Quincy Adamsa, Johna C. Calhouna.

## Zbiory
Prace Powersa znajdują się w zbiorach między innymi: Metropolitan Museum of Art, Carnegie Museum of Art, de Young Museum, Harvard Art Museums, Museum of Fine Arts w Bostonie i w Białym Domu. W Kapitolu Stanów Zjednoczonych znajduje się posąg Benjamina Franklina. 
W 2007 Taft Museum of Art w Cincinnati zorganizowało wystawę prac Powersa. Była to pierwsza wielka monograficzna wystawa jego prac w Stanach Zjednoczonych; Cincinnati wybrano z uwagi na fakt, iż artysta spędził tu 14 lat swego życia.

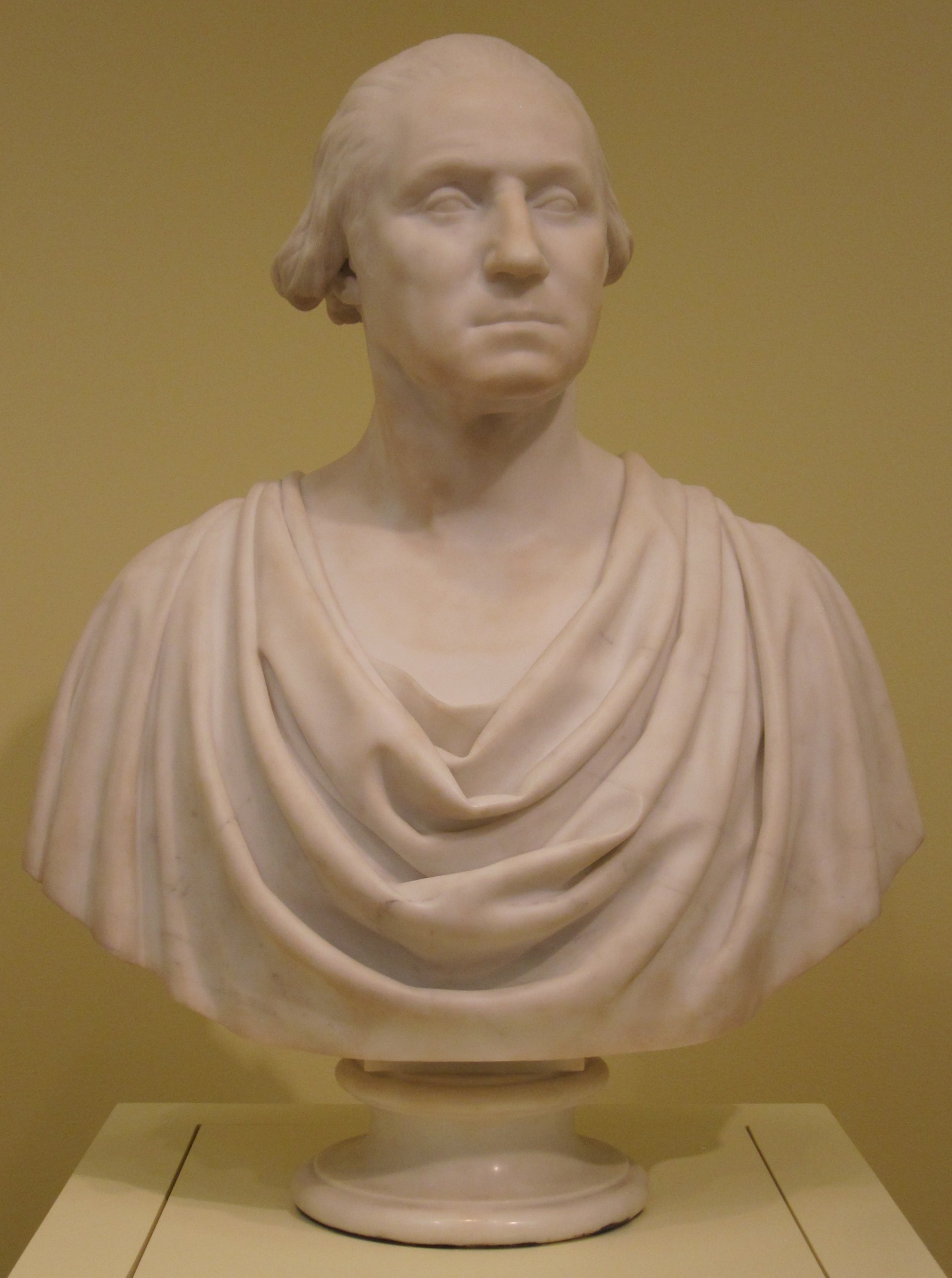
George Washington, ok. 1844, Cincinnati Art Museum
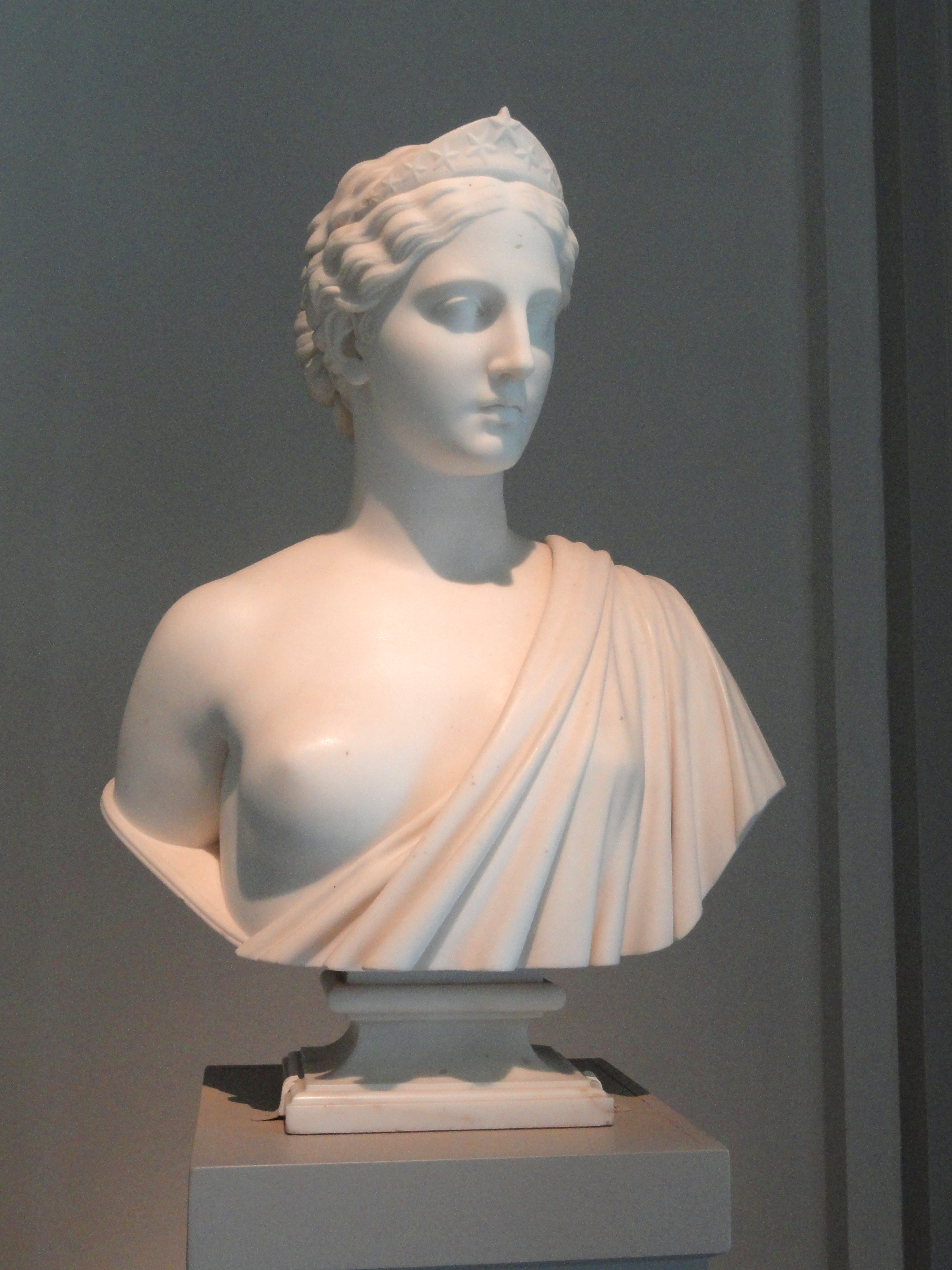
Ameryka, model 1850–1854, rzeźba po 1854, Corcoran Gallery of Art
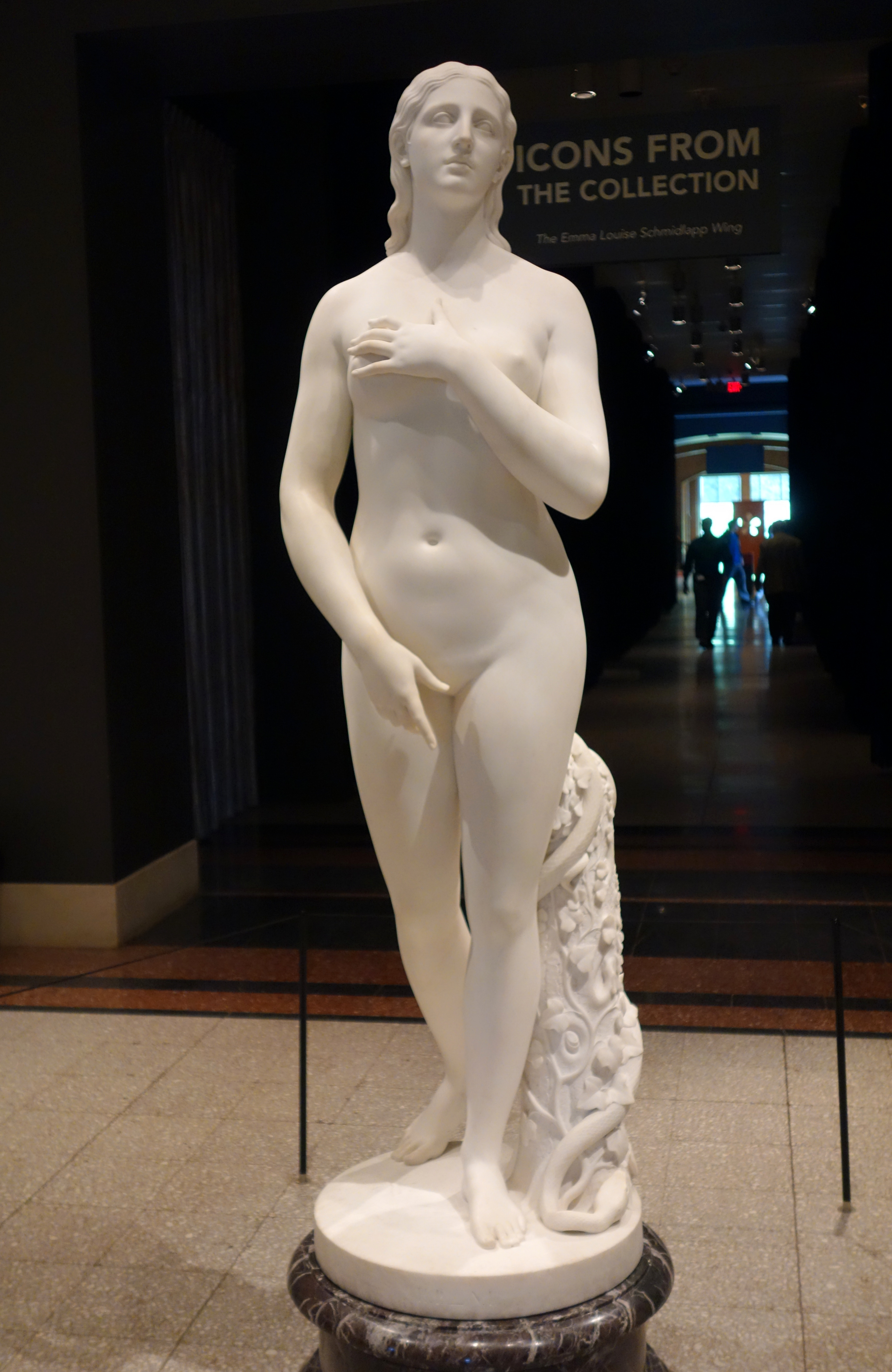
Ewa niepocieszona, projekt 1858–1860, rzeźba 1872–1877, Cincinnati Art Museum
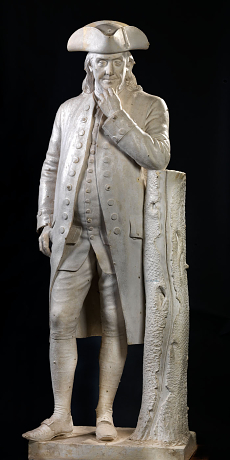
Benjamin Franklin, 1844–1860, Smithsonian American Art Museum
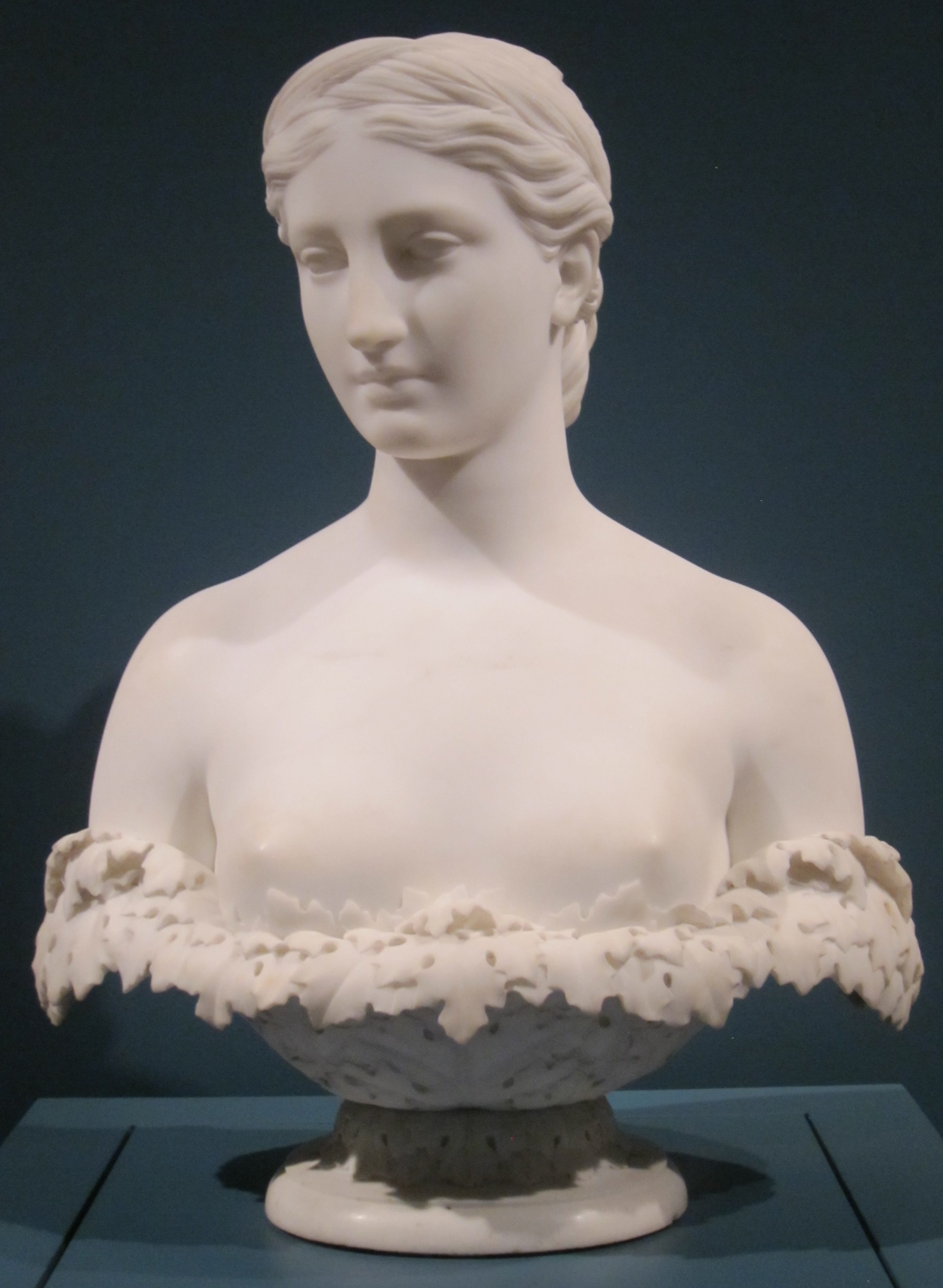
Prozerpina, ok. 1844, Cincinnati Art Museum